# Guillem Figueira
Guillem Figueira, o Guillem o Guilhem Figueira o Figera (fl. 1229-1244), è stato un menestrello e trovatore linguadociano originario di Tolosa, attivo alla corte dell'imperatore Federico II entro il decennio 1230-1240.
Stretto collaboratore sia di Aimery de Pégulhan e Guillem Augier Novella, era molto popolare tra le classi inferiori.

## Biografia
Figlio di un sarto a seguito della crociata albigese, esiliato dalla sua terra, trova rifugio in Lombardia, dove continua il suo mestiere alla corte di Federico. In Italia lui e Aimery, un esule collega, contribuiscono a fondare una tradizione trobadorica di lamentazione per i "bei tempi antichi" della Linguadoca prima della crociata. I successori degli esuli nati in Lombardia continuarono a impiegare la lingua occitana. Tuttavia, è solo al tempo di Dante Alighieri che l'italiano diventa veicolo di una sua propria significativa letteratura in volgare.
Nel 1228, Guilhem nega l'efficacia dell'indulgenza della crociata, rimpiangendo la morte del "buon" re Luigi VIII, morto di dissenteria all'assedio di Avignone. La sua opera più famosa, il sirventes contra Roma ("sirventes contro Roma", intitolata in effetti D'un sirventes far en est son que m'agensa), è una forte reprimenda rivolta contro il papato, il cui carattere violento probabilmente è generato dalle circostanze della sua composizione: Guilhem la scrisse mentre si trovava a Tolosa assediato dai crociati, nel 1229. Essendo costruito sulla falsariga del famoso inno della Vergine Maria, il sirventese era perciò memorizzabile per le masse. Ecco un passo famoso: 
Guilhem si scaglia contro il papato non solo per la crociata albigese e il crudele saccheggio di Béziers, ma anche per gli insuccessi della quarta e quinta crociata, per il suo potere temporale e la carenza di morale del clero. Egli asserisce che la cupidigia è il vero motivo delle crociate, immaginando che i "colleghi" cristiani fossero diretti soltanto contro i greci. A Tolosa, il sirventes di Figueira e la sua esecuzione canora venne messo al bando dall'Inquisizione sebbene l'inquisizione del 1274, che condannava un cittadino di Tolosa in base al fatto che conoscesse la Roma tricharitz, non si riferisse alla terza stanza del sirventes di Guilhem, ma a un'opera dialettale chiamata La Bibbia. In base al suo linguaggio, come ad es. l'uso dell'espressione matrem fornicationem (madre di fornicazione) per descrivere Roma, anche gli studiosi moderni lo classificano come eretico.
Guilhem fugge in Italia nel 1229 o 1230, dove è libero di criticare il Papato e la crociata in qualsiasi modo desidera, attaccando il papa per la sua crociata contro Federico (il suo nuovo mecenate), e sostenendo la pace nella Cristianità in modo da favorire le crociate in Terrasanta. Nella sua prima opera, Totz hom qui ben comensa e ben fenis, datata al 1215–1220, appoggia la decisione di Federico di prendere la Croce per la terrasanta.
Altri lavori pervenutici di Guilhem sono i sirventesi: Nom laissarai per paor (dopo il 1216), nel quale viene criticata la falsa predicazione della Chiesa, e il Del preveire maior, che incita il papa e l'imperatore a fare pace e a spedire una forza [armata] per salvare la Terrasanta dai corasmici che hanno preso Gerusalemme (1244).